# 邢簡
邢簡（1418年—？），字居敬，陝西西安府咸寧縣人，明朝政治人物。同進士出身。

## 生平
正統十二年（1447年）丁卯科陝西鄉試第一名。景泰五年（1454年）登甲戌科進士。天順七年（1463年）任直隸真定府知府。歷官順天府尹。遷戶部右侍郎。

## 家族
曾祖邢中禮。祖父邢遵道。父邢順。